# Гуажа (язык)
Язык гуажа́ (порт. guajá; другие названия — ава́, ава́-гуажа́, айа́я, гуаша́ре, уазайзара; порт. awá, awá guajá, ayaya, guaxare, wazaizára) — это один из языков коренного населения Бразилии (народность гуажа). Относится к ветви тупи-гуарани тупийской языковой семьи.

## Фонология

### Согласные
|               | Губно- губные | Альвео- лярные | Пост- альвео- лярные | Палаталь- ные | Велярные | Лабио- велярные | Глотталь- ные |
| ------------- | ------------- | -------------- | -------------------- | ------------- | -------- | --------------- | ------------- |
| Взрывные      | p             | t              |                      |               | k        | kʷ              | ʔ             |
| Носовые       | m             | n              |                      |               |          |                 |               |
| Одноударные   |               | ɾ              |                      |               |          |                 |               |
| Фрикативные   |               |                |                      |               |          |                 | h             |
| Аффрикаты     |               |                | t̠͡ʃ                   |               |          |                 |               |
| Аппроксиманты |               |                |                      | j             |          | w               |               |

### Гласные
|         | Передние | Средние | Задние |
| ------- | -------- | ------- | ------ |
| Верхние | i ĩ      | ɨ ɨ̃     | u ũ    |
| Средние | e ẽ      |         | o õ    |
| Нижние  | a ã      |         |        |